# Juraj Slota
Juraj Slota (Rajec, 24 marzo 1829 – Leopoldov, 4 ottobre 1882) è stato un presbitero, poeta, giornalista e insegnante slovacco.
Adottò gli pseudonimi di Rajecký e Chrástka.

## Biografia
Era figlio di Ján Slota e della moglie Mária, nata Vítková. 
Studiò al ginnasio francescano di Žilina e al ginnasio benedettino di Presburgo, l'odierna Bratislava. Nel 1831, dopo la morte della madre, interruppe gli studi e apprese il mestiere di compositore tipografico. In seguito poté riprendere gli studi al ginnasio di Gyöngyös, poi nuovamente a Žilina, dai cappuccini di Vienna e ancora a Presburgo, finché non fu ammesso agli studi teologici nel seminario di Brno. Nel 1842 fu ordinato presbitero. 
Fu parroco a Tužina, nel 1852 superò l'esame di lingua e letteratura ceca e slovacca a Praga, cosicché poté iniziare a insegnare dapprima come supplente e dal 1856 come professore ordinario di ceco, slovacco, latino e religione al ginnasio cattolico di Banská Bystrica e si impegnò nel renderlo una scuola slovacca. Presso il ginnasio fondò una scuola musicale e per sua iniziativa sorse nel 1857 anche il Circolo musicale di Banská Bystrica. Contemporaneamente fu predicatore nella cattedrale di Banská Bystrica, dal 1853 al 1861. 
Negli anni Sessanta del XIX secolo insieme con Michal Chrástek fu il principale collaboratore di Štefan Moyzes. Nel 1861 prese parte all'assemblea di Martin in cui fu redatto il Memorandum della nazione slovacca. Nel 1862 fu tra i fondatori della Matica slovenská, di cui fu membro del direttivo e amministratore. Fu pure tra i fondatori e il primo amministratore della Società di Sant'Adalberto, mecenate delle iniziative nazionali slovacche, organizzatore delle collezioni della Casa della Matica slovenská, autore di poesie religiose e patriottiche, di articoli e di omelie, oratore, redattore di riviste cattoliche e pedagogiche.
Dopo il 1878 fu parroco a Dolné Voderady (oggi parte di Drahovce); fu decano e provveditore degli studi del distretto di Veľké Kostoľany.

## Opere
- Veliké poselství kňeze katolického ("La grande missione del prete cattolico", Banská Bystrica, 1856)
- Památka vysvěcení nové budovy c.k. katolického štátneho vyššího gymnasia v Baňské Bystřici... 10. októbra 1858 ("Memoria della benedizione del nuovo edificio dell'imperial-regio ginnasio superiore statale di Banská Bystrica...10 ottobre 1858", Banská Bystrica, 1860)
- Spolok Sv. Vojtecha, založený a do života uvedený dňa 14. septembra roku P. 1870 ("La Società di Sant'Adalberto, fondata e nata il 14 settembre dell'anno del Signore 1870", Skalica, 1872)